# Vigna mungo
Vigna mungo (L.) Hepper, Vigna mungo (L.) Hepper, é uma planta da família das leguminosas que produz pequenos feijões pretos conhecidos pelos nomes comuns de feijão-da-china e feijão-preto. Apesar do nome científico, não devem ser confundidos com o feijão-mungo, Vigna radiata, que produz feijões de cor verde. Outras diferenças existem no hábito da planta: embora as plantas das duas espécies sejam eretas, V. mungo cresce até 100 cm, as corolas das flores são de cor amarelo-brilhante e o fruto é ereto, com 4-7 cm e contém 4-10 sementes, enquanto V. radiata produz vagens pendentes, com corola amarelo-pálido e um maior número de sementes.
A planta é nativa da Índia, onde os feijões pretos, com uma produção anual de cerca de 1,5 milhões de toneladas de semente, são muito utilizados na alimentação e como forragem ou adubo verde. Outros grandes produtores são o Myanmar e a Tailândia, que são os maiores exportadores, atingindo mais de 40% do volume mundial de feijões transacionados.
Nativa de regiões tropicais da Ásia, tem flores amarelo-claras e vagens cilíndricas. É cultivada, também em outras regiões inclusive no Brasil, como forrageira, como adubo verde e pelas propriedades medicinais. Também é conhecida por feijão-colubrino, feijão-da-pérsia, feijão-do-congo, feijão-mungo, feijão-peludo, lentilha branca ou preta,  grão-de-pulha, mugo, mungo e oloco.